# HD 209458

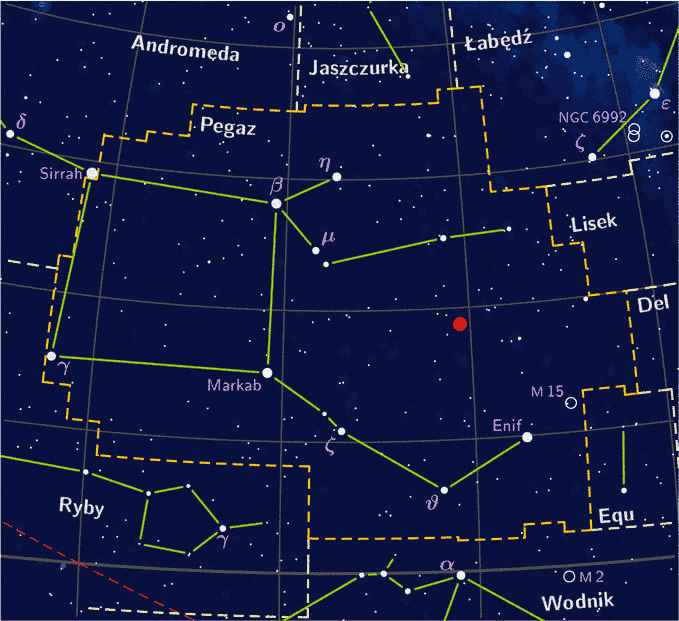
Czerwone kółko oznacza pozycję gwiazdy HD 209458 w gwiazdozbiorze Pegaza

HD 209458 – gwiazda ciągu głównego, położona 153 lata świetlne od Ziemi w gwiazdozbiorze Pegaza. Posiada tranzytującą planetę pozasłoneczną, krążącą wokół niej po ciasnej orbicie.
Gwiazda ta jest bardzo podobna do Słońca, ma nieznacznie większą masę i promień. Jest też najprawdopodobniej od niego młodsza. Nie jest widoczna gołym okiem, jednak przy użyciu dobrej lornetki można ją bez trudu odnaleźć.

## Układ planetarny
W 1999 r. zespół California and Carnegie Planet Search Team odkrył planetę krążącą wokół tej gwiazdy. Była to pierwsza odkryta planeta tranzytująca. Została ona nazwana HD 209458 b, znana jest również pod nieoficjalną nazwą „Ozyrys”.
Planeta co 3,5 dnia przyćmiewa blask gwiazdy o 1,5%. To sprawia, że HD 209458 jest klasyfikowana jako gwiazda zmienna. Jest ona prototypem zmiennych typu V376 Peg.